# 波尼佐夫卡 (克里米亚)

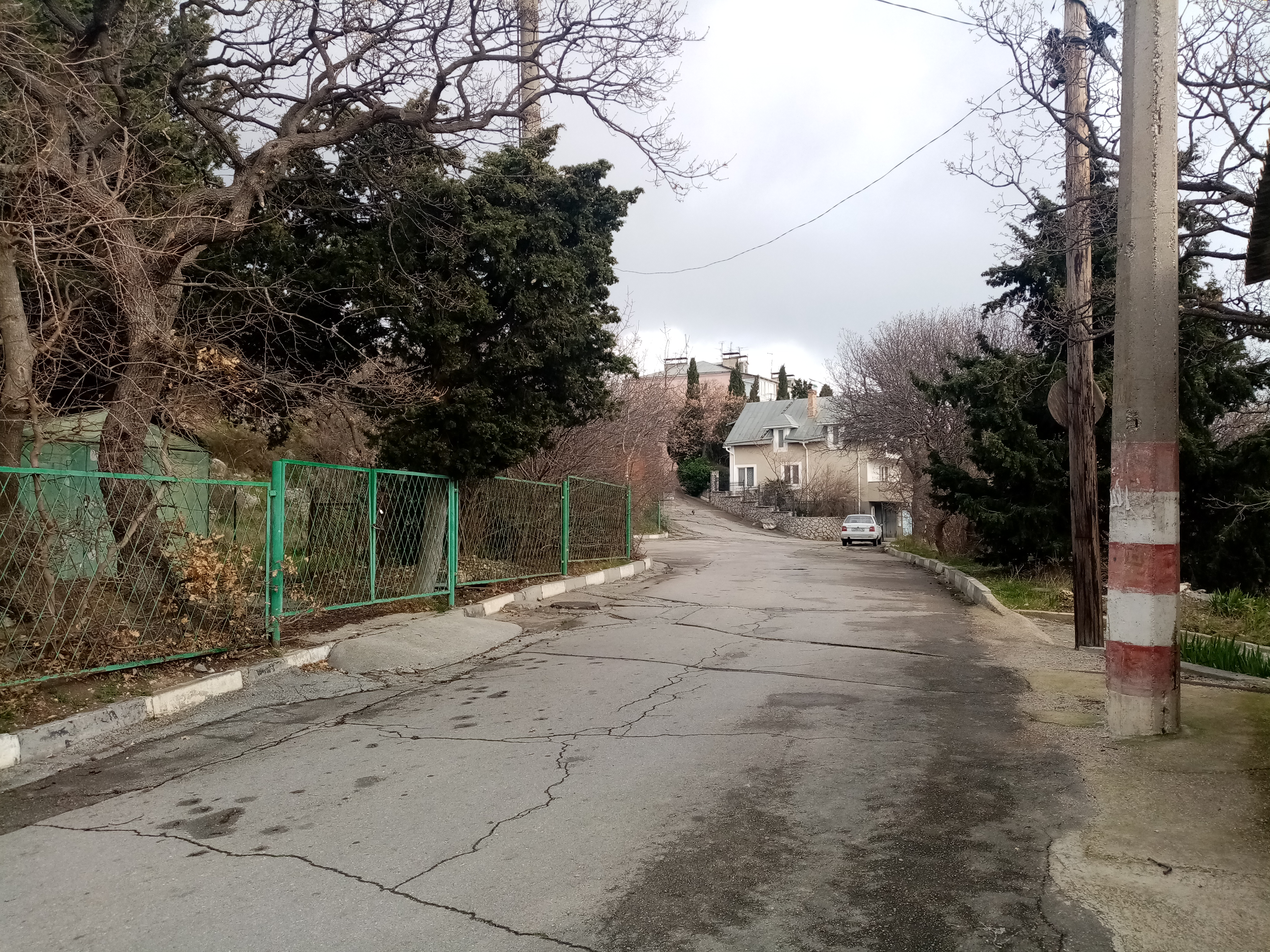
街景

波尼濟夫卡（羅馬化：Ponyzivka），又按俄语名译为波尼佐夫卡，是乌克兰克里米亚自治共和国雅尔塔区的鎮。2014年起遭俄罗斯佔領，俄方將該定居點劃為克里米亞共和國雅尔塔市议会下辖的市级镇。位於克里米亞半島南岸，距離塞瓦斯托波爾55公里，面積1.22平方公里，海拔高度89米，2011年人口382，人口密度每平方公里313.11人。